# The Dallas Morning News
The Dallas Morning News er et større dagblad, der udkommer i Dallas i Texas. Avisen har 264.459 abonnenter ifølge Audit Bureau of Circulations (september 2010). Avisen blev grundlagt den 1. oktober 1885 af Alfred Horatio Belo som en satellit til Galveston Daily News i Galveston.
I dag har avisen en af de 20 største oplag i USA. I løbet af 1990'erne og så sent som i 2010 har avisen vundet adskillige Pulitzer-priser for sin journalistik og sine fotos. Derudover har den fået George Polk Awards for uddannelsesjournalistik og lokaljournalistik og en Overseas Press Club for sin fotojournalistik. Avisen har hovedkvarter i centrum af Dallas.

## Historie
Sent i 1991 blev The Dallas Morning News den eneste større avis i Dallas, da Dallas Times Herald lukkede efter flere års kamp mellem de to aviser, især over det dengang blomstrende annoncemarked. I juli 1986 blev Times Herald købt af William Dean Singleton, der var ejer af MediaNews Group. Efter 18 måneders forsøg på at redde avisen solgte Singleton den til en kompgannon. Den 8. december 1991 købte Belo Times Herald for 55 millioner dollars og lukkede avisen næste dag.

## Eksterne links
- The Dallas Morning News
- Dallas Morning News Building Photos Arkiveret 5. september 2009 hos  Wayback Machine

| Anime eller manga | Spire Denne artikel om medie og kommunikation er en spire som bør udbygges. Du er velkommen til at hjælpe Wikipedia ved at udvide den. |